# Rudolf Virchow
Rudolf Ludwig Carl Virchow (Schivelbein, 13 oktober 1821 – Berlijn, 5 september 1902) was een Duitse arts, volkenkundige (antropoloog en etnoloog) en politicus.

## Biografie
Rudolf Virchow werd geboren in Schivelbein (thans Swidwin in Polen, destijds Duitsland) als zoon van Carl Virchow (boer en belastinginner) en Johanna Hesse. Hij was 14 jaar oud toen hij het ouderlijk huis verruilde voor het gymnasium. In 1838 werd hem een beurs toegekend om geneeskunde te studeren aan het Friedrich-Wilhelms Universität te Berlijn en hij behaalde zijn graad medicijnen in 1843.
Virchow was de grootste Duitse arts van zijn tijd, een tijd waarin de Duitse geneeskunde de meest geavanceerde ter wereld was. Hij was de grondlegger van de cellulaire pathologie en de vergelijkende pathologie. Hij was verbonden aan de Charité-kliniek van de Humboldtuniversiteit te Berlijn.
In 1845 ontdekte hij leukemie, in 1846 liet hij zien hoe een bloedstolsel trombose en embolie veroorzaakt. Hij benoemde de drie onderdelen (vaatwand, bloedstroom, samenstelling bloed) die tot een embolie kunnen leiden. Nog steeds heet dit principe de Trias van Virchow. Virchow voegde aan de uit de oudheid reeds bekende kenmerken van een ontsteking (dolor, calor, tumor en rubor) een vijfde kenmerk toe (functio laesa oftewel functieverlies). In 1892 kreeg hij de Copley Medal.
De evolutietheorie van Darwin hield hij voor een interessant denkmodel, maar uiteindelijk liep hij er niet warm voor. In 1874 schreef hij, dat de prehistorie geen vak was en waarschijnlijk ook nooit zou worden. Virchow was gekant tegen de interpretatie van de neanderthaler als prehistorische mens. Tot aan zijn dood wilde hij de vondst uit het Neandertal niet aanvaarden als bewijs voor het bestaan van andere mensensoorten in het verleden.
Als politicus speelde Virchow een rol in de Maartrevolutie in 1848. Van 1861 tot 1902 was hij actief in de gemeentepolitiek van Berlijn en tevens lid van het parlement van Pruisen. Van 1880 tot 1893 was hij tevens afgevaardigde in de Reichstag, waar hij zich sinds 1884 als lid van de fractie van de liberale Deutsche Fortschrittspartei sterk maakte voor overheidsbemoeienis met de basis-gezondheidszorg. Hij was een uitgesproken tegenstander van Otto von Bismarck, door wie hij ooit zelfs tot een duel werd uitgedaagd, dat hij afsloeg met de mededeling dat hij dit geen bijdetijdse manier van geschiloplossing vond.